# Asota javana
Asota javana är en fjärilsart som beskrevs av Pieter Cramer 1780. Asota javana ingår i släktet Asota och familjen nattflyn. Inga underarter finns listade i Catalogue of Life.

## Bildgalleri

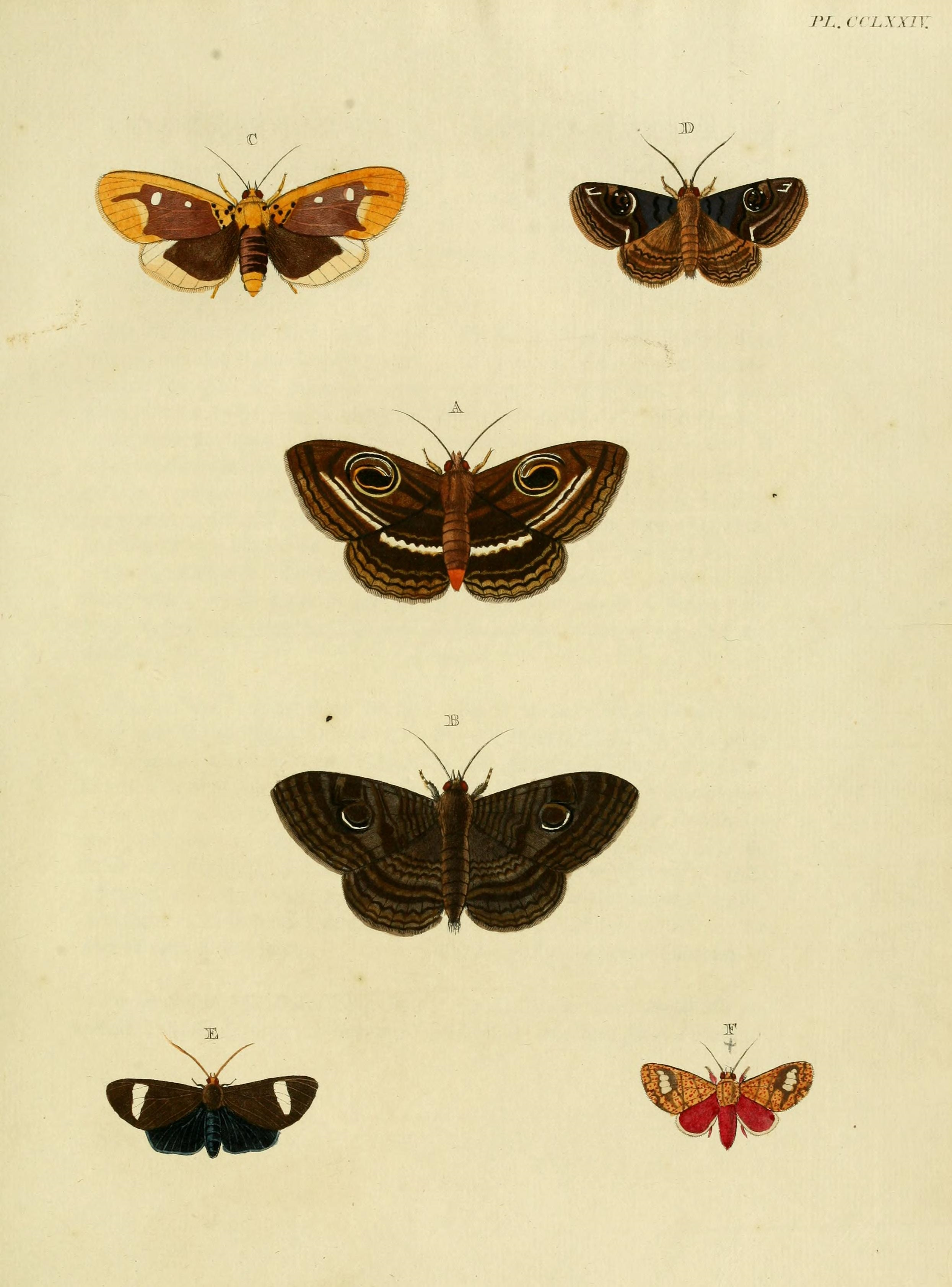